# 粿条

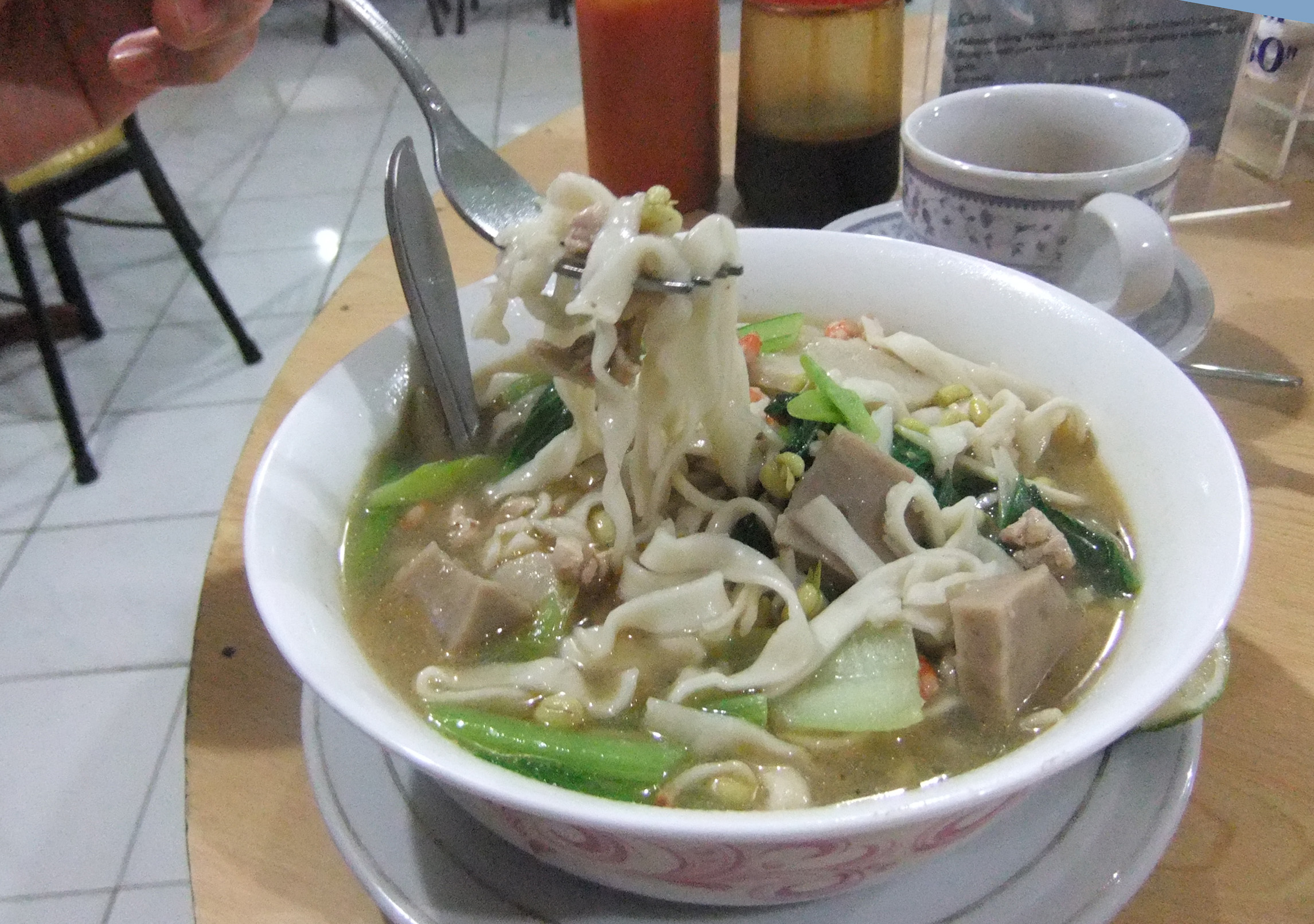
印尼蘭特包的鸡肉虾仁粿条汤

粿条，又稱粿仔、粿仔條，是潮汕人乃至泉漳人對某種米製麵條類型食物的稱呼，是扁条状的稻米制品，和广府人的河粉及客家人的粄条相似。是华南、马来西亚、新加坡乃至东南亚一带常见的食物。
在香港，有些人依照潮州话、泉漳話的读音将“粿条”音译成“贵刁”。

## 制作方式
粿条由大米磨成粉，加水制成浆后，再蒸煮成薄片，最后切成条状即成。

## 煮食方式

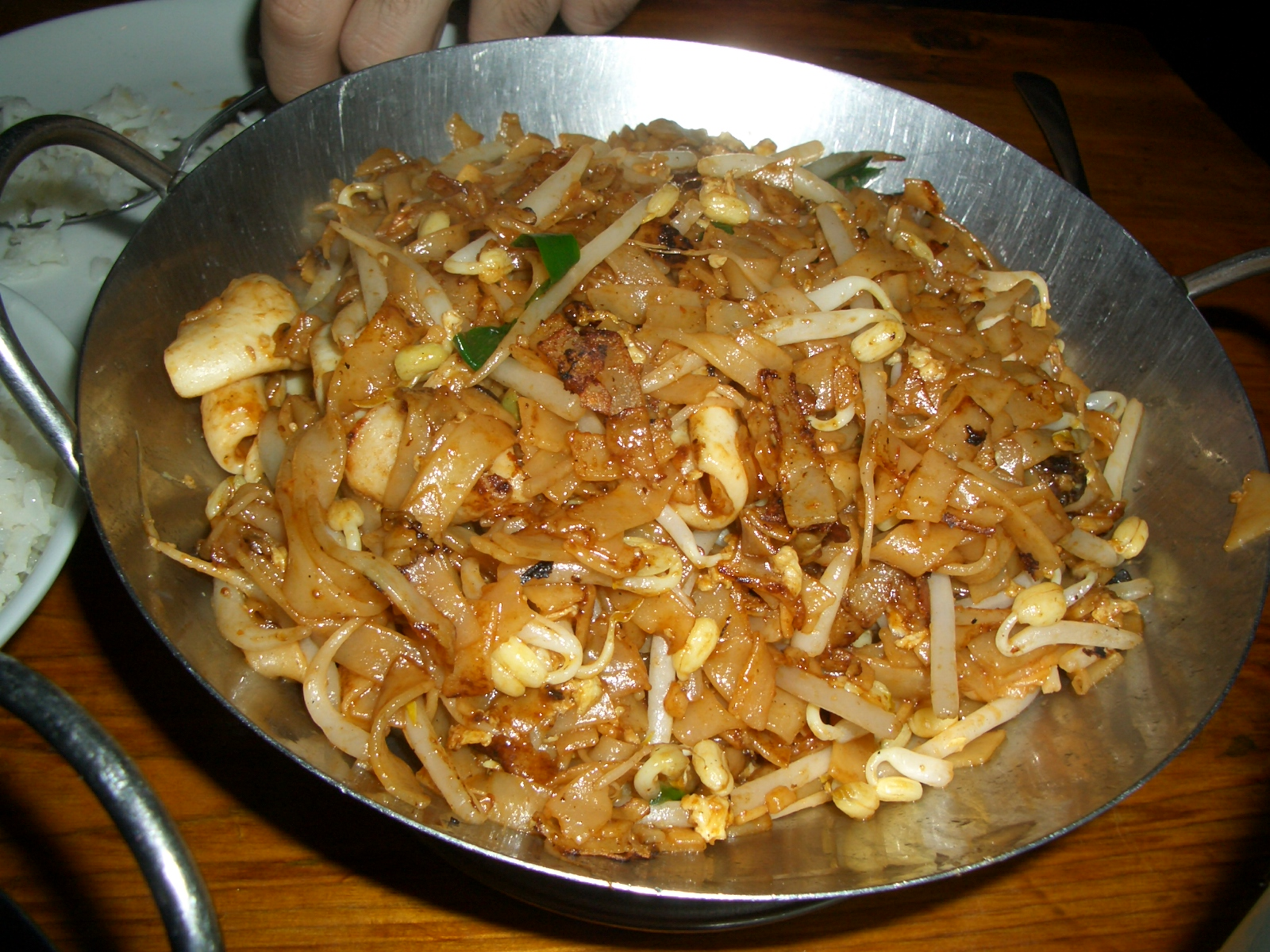
槟城的炒粿条

粿条的煮法有多种，常见的有炒和水煮，如茄汁粿条、滑蛋粿条、炒煮粿条、清汤粿条、炒粿条和粿条汤

### 马来西亚
在马来西亚的槟城，粿条可分一般以猪骨或鸡骨头熬煮的汤底，或牛肉粿条汤。

### 福建

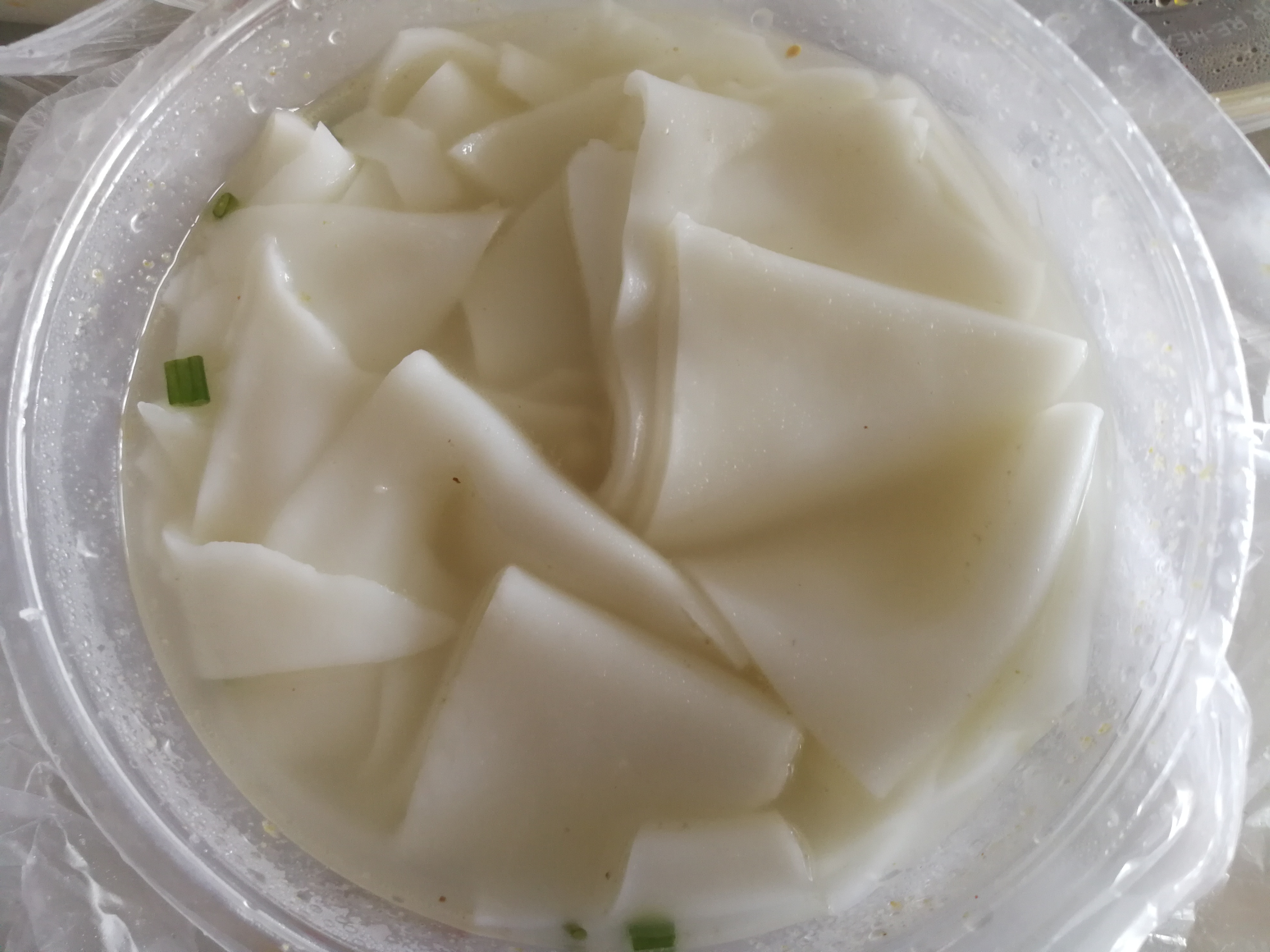
永安粿条成品

在永安，最普遍的吃法是将粿条用开水烫过后，放入骨头汤中做成汤粉食用。